# Windefamilie
De windefamilie (Convolvulaceae) is een familie uit de orde Solanales.
Sommige soorten vormen inulinehoudende knollen (zoals de zoete aardappel). De zaden van sommige soorten worden voor medicinale doeleinden gebruikt onder meer als gorgeldrank. Sommige soorten bevatten ergoline alkaloïden, die voor drugsdoeleinden (ololiuhqui) gebruikt worden. Ook zijn er soorten voor de siertuin en hardnekkige onkruiden (haagwinde, akkerwinde).

## Kenmerken
De bladeren staan verspreid en hebben geen steunblaadjes. De bloemen zijn regelmatig en tweeslachtig met vijf kelkbladen, een vijfslippige of -spletige bloemkroon en vijf (of tien) meeldraden. Het vruchtbeginsel is bovenstandig, meestal tweehokkig en met meestal en draadvormige stijl met twee stempels. De vrucht is een doosvrucht.

## Taxonomie
In de moderne opvatting bevat de windefamilie zo'n 55 geslachten en ongeveer 1600 soorten. Wat er al dan niet tot de windefamilie hoort verschilt per taxonomisch systeem. Het Cronquist-systeem (1981) onderscheidde een aparte warkruidfamilie (Cuscutaceae), maar de 23e druk van de Heukels (die het APG II-systeem volgt) voegt het warkruid in bij de windefamilie. Ook de bomen die vroeger de familie Humbertiaceae vormden worden nu ingevoegd.
Een aantal voorbeelden zijn:
- Aniseia
- Argyreia
- Astripomoea
- Blinkworthia
- Bonamia
  - Bonamia menziesii
- Breweria
- Calycobolus
- Calystegia
- Cardiochlamys
- Cladistigma
- Convolvulus
  - Mediterrane winde (Convolvulus althaeoides)
  - Akkerwinde (Convolvulus arvensis)
  - Gestreepte winde (Convolvulus silvatica)
  - Haagwinde (Convolvulus sepium)
  - Zeewinde (Convolvulus soldanella)
  - Dagschone (Convolvulus tricolor)
  - Convolvulus dorycnium
- Cordisepalum
- Cressa
- Cuscuta
  - Groot warkruid (Cuscuta europaea)
  - Hopwarkruid (Cuscuta lupuliformis)
  - Klein warkruid (Cuscuta epithymum)
  - Oeverwarkruid (Cuscuta gronovii)
  - Veldwarkruid (Cuscuta campestris)
- Decalobanthus
- Dichondra
- Dicranostyles
- Dinetus
- Dipteropeltis
- Ericybe
- Evolvulus
- Falckia
- Hewittia
- Hildebrandtia
- Hyalocystis
- Ipomoea
  - Maanbloem (Ipomoea alba)
  - Waterspinazie (Ipomoea aquatica)
  - Zoete aardappel (Ipomoea batatas)
  - Kairowinde (Ipomoea cairica)
  - Ipomoea indica
  - Spaanse vlag (Ipomoea lobata)
  - Geitenhoefwinde (Ipomoea pes-caprae)
  - Statia Morning Glory (Ipomoea sphenophylla)
- Iseia
- Itzaea
- Jacquemontia
- Lepistemon
- Lepistemonopsis
- Lysiostyles
- Maripa
- Merremia
- Metaporana
- Nephrophyllum
- Neuropeltis
- Neuropeltopsis
- Odonellia
- Operculina
- Paralepistemon
- Pentacrostigma
- Pharbitis
- Polymeria
- Porana
- Poranopsis
- Rapona
- Rivea
- Sabaudiella
- Seddera
- Stictocardia
- Stylisma
- Tetralocularia
- Tridynamia
- Turbina
- Wilsonia
- Xenostegia